# Lars Haugen
Lars Haugen, född 19 mars 1987 i Oslo, Norge, är en norsk ishockeymålvakt som för närvarande spelar för Färjestad BK i SHL.
Haugen spelade juniorhockey i Leksands IF mellan åren 2004-2006. Han återvände till norsk ishockey säsongen 2006/07 för spel i Sparta Sarpsborg, för vilka han tillhörde i tre säsonger.
Inför säsongen 2009/10 värvades han till Lørenskog IK. Han blev i november 2010 utlånad till det norska elitserielaget Manglerud Star. Den 30 april 2011 stod han sin första match för norska ishockeylandslaget mot Sverige vid VM 2011 i Slovakien. Matchen vanns av Norge, vilket var deras första historiska seger mot Sverige i internationella sammanhang. Haugens imponerande statistik under VM-turneringen resulterade i att HK Dinamo Minsk i ryska KHL valde att skriva ett tvåårskontrakt med norrmannen. Han spelade sammanlagt fyra säsonger i KHL. 
Den 19 mars 2015 blev det officiellt att Haugen skrivit på ett kontrakt med SHL-klubben Färjestad BK.

## Klubbar
- Leksands IF (J18 och J20)
- Sparta Sarpsborg
- Lørenskog IK
- Manglerud Star
- HK Dinamo Minsk
- Färjestad BK